# Chalain-le-Comtal
Chalain-le-Comtal là một xã trong tỉnh Loire miền trung nước Pháp.